# Eswatini
Eswatini (Vollform: Königreich Eswatini, Siswati Umbuso weSwatini, englisch Kingdom of Eswatini, kurz eSwatini), bis 2018 offiziell Swasiland, traditionell auch kaNgwane, ist ein Binnenstaat im südlichen Afrika mit etwa 1,2 Millionen Einwohnern. Er grenzt an Südafrika und Mosambik. Nationalfeiertag ist der 6. September, der Jahrestag der Unabhängigkeit im Jahr 1968. Die Staatsform ist faktisch eine absolute Monarchie. Die beiden größten Städte des Landes sind die administrative Hauptstadt Mbabane und das wirtschaftliche Zentrum Manzini. Regierungssitz ist Lobamba.

## Geographie
Das Königreich ist mit einer Fläche von 17.363 Quadratkilometern nach Gambia der zweitkleinste Staat auf dem afrikanischen Kontinent, er ist halb so groß wie Nordrhein-Westfalen. Die Nachbarländer des Binnenstaates sind Mosambik im Osten und die südafrikanischen Provinzen Mpumalanga im Norden und Westen sowie KwaZulu-Natal im Süden. Die Länge der Staatsgrenze beträgt insgesamt 535 Kilometer, wovon 105 Kilometer mit Mosambik und 430 Kilometer mit Südafrika geteilt werden. Der Lusutfu, auch Great Usutu River und im weiteren Verlauf Maputo genannt, ist der längste Fluss des Landes. Eswatini ist in die vier Regionen Hhohho (im Norden und Nordwesten), Manzini im Westen und in der Mitte, Shiselweni im Süden und Lubombo im Osten aufgeteilt.

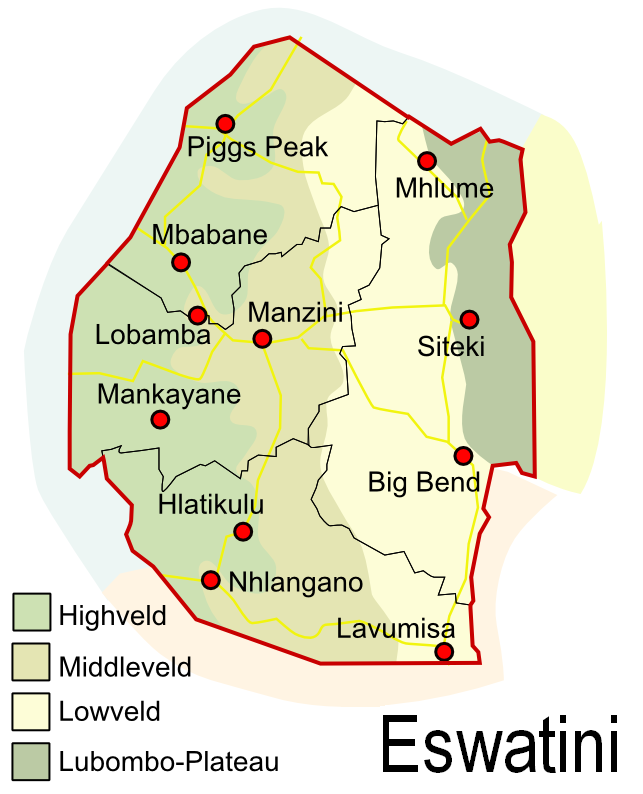
Die vier topografischen Zonen

Eswatini gliedert sich von West nach Ost in vier topografische Zonen. Im Westen des Landes liegt das Highveld (Hochland), das eine mittlere Höhe von 1300 m aufweist und nach Westen in die südafrikanischen Drakensberge übergeht. Die höchste Erhebung innerhalb Eswatinis ist der 1862 m hohe Emlembe nahe der Westgrenze. Etwa ein Sechstel des Hochlands ist von Wäldern bedeckt.
Die Hauptstadt Mbabane liegt in dieser Region. Das Middleveld (Mittelland) liegt durchschnittlich etwa 700 m hoch und besteht aus fruchtbarem Hügelland.

### Klima
Die Klimazonen entsprechen den vier Landschaftszonen und sind insgesamt subtropisch. Im Highveld fällt mit über 1000 mm der meiste Regen. Die meisten Niederschläge fallen im Sommer (Oktober bis März). Meistens sind es Schauer, länger anhaltende Regenfälle sind selten. Die Temperaturen sind überwiegend warm bzw. mild. Die Luftfeuchtigkeit ist meist hoch; in Mbabane erreichen die Durchschnittstemperaturen im Sommer 26 °C. Im Winter sinken sie auf rund 13 °C. Im Lowveld fallen deutlich weniger Niederschläge. Das Klima ist hier am wärmsten. In den Lubombo-Bergen herrscht ebenfalls trockenes, subtropisches Klima mit etwas kühleren Temperaturen als im Lowveld.

### Gewässer

Die Flüsse und ihre Einzugsgebiete in Eswatini

Hydrologisch ist das Land in vier Einzugsgebiete aufgeteilt. Sein gesamter Niederschlag entwässert über diese nach Osten in die Maputo-Bucht. Der Norden, mit 2500 km² und 14 % der Landesfläche, fließt über den Komati ab, der das Land streift. In der Mitte und im Osten entspringen die Quell- und Nebenflüsse des Mbuluzi mit über 10 % der Fläche. Der gesamte Süden entwässert in den Maputo, dessen Einzugsgebiet mit etwa 12.000 km² 69 % der Landesfläche ausmacht. Im äußersten Osten gibt es einen kleinen Teil, der über den Tembe abfließt.
Die meisten Seen des Landes sind Stauseen. Die größten sind der Mnjoli-Stausee, der Maguga Dam und der Pongolapoort-Stausee. Letzterer befindet sich größtenteils auf dem Gebiet Südafrikas und reicht nur bei hohem Wasserstand bis in das Gebiet Eswatinis.

### Städte
Im Jahr 2023 lebten 25 Prozent der Einwohner Eswatinis in Städten. Die größten Städte sind:
| Rang | Stadt     | Einwohner (2017) | Region     |
| ---- | --------- | ---------------- | ---------- |
| 1    | Mbabane   | 060.691          | Hhohho     |
| 2    | Manzini   | 030.248          | Manzini    |
| 3    | Nhlangano | 010.456          | Shiselweni |
| 4    | Matsapha  | 07.571           | Manzini    |
| 5    | Big Bend  | 06.433           | Lubombo    |

## Bevölkerung

### Demografie und Bevölkerungsstruktur
Eswatini hatte 2023 1,2 Millionen Einwohner. Das jährliche Bevölkerungswachstum betrug + 0,8 %. Zum Bevölkerungswachstum trug ein Geburtenüberschuss (Geburtenziffer: 23,6 pro 1000 Einwohner vs. Sterbeziffer: 11,9 pro 1000 Einwohner) bei. Die Anzahl der Geburten pro Frau lag 2022 statistisch bei 2,8, die der Region Ost- und Süd-Afrika betrug 4,3. Die Lebenserwartung der Einwohner Eswatinis ab der Geburt lag 2022 bei 56,4 Jahren. Der Median des Alters der Bevölkerung lag im Jahr 2021 bei 21,5 Jahren. Im Jahr 2023 waren 34,4 Prozent der Bevölkerung unter 15 Jahre, während der Anteil der über 64-Jährigen 4,0 Prozent der Bevölkerung betrug.
Über 90 % der Bevölkerung Eswatinis gehören dem Bantuvolk der Swasi an. Ferner leben dort Sotho, Zulu, Tsonga, Weiße und Coloureds.

### Sprachen und Religionen
Fast alle Swazi sprechen als Muttersprache siSwati, eine Nguni-Sprache. Wenige Einwohner sprechen als erste Sprache isiZulu bzw. Xitsonga. Englisch ist Bildungs-, Verkehrs- und zweite Amtssprache in Eswatini. So sind beispielsweise die Internetauftritte von Regierung, öffentlicher Verwaltung, Energie- und Wasserversorgern, Unternehmen, Banken, Medien usw. ausschließlich in englischer Sprache verfasst; es lassen sich de facto keine Internetseiten aus Eswatini in siSwati finden.
Rund 90 % der Bewohner Eswatinis sind Christen. Nach Schätzungen gehören 40 % der Bevölkerung der im südlichen Afrika weit verbreiteten Zion Christian Church (ZCC) an und etwa 5 % der römisch-katholischen Kirche. Die Katholiken sind im Bistum Manzini zusammengefasst.

### Bildung
Obwohl keine Schulpflicht besteht und der Schulbesuch kostenpflichtig ist, besucht ein hoher Anteil der Kinder die Primary Schools, die bis zur 7. Klasse führen. Gleichzeitig arbeiten rund 12 % der 5–14-Jährigen (Stand 2001). Der Anteil der Kinder, die eine weiterführende Schule besuchen, beträgt rund 47 %. Analphabeten sind deutlich in der Minderheit.
In Mbabane, der Hauptstadt von Eswatini, befindet sich eine Schule des internationalen Verbandes United World College. Eswatini hat seit 1973 eine eigene Universität, die 2018 umbenannte University of Eswatini. Sie hat ihren Sitz in Kwaluseni; einige Fakultäten befinden sich in Luyengo und Mbabane. Ferner gibt es weitere Einrichtungen des tertiären Bildungssektors, sowohl von staatlichen als auch von privaten Trägern.
Der Bildungssektor war bis in die zweite Hälfte des 20. Jahrhunderts von Missionsstationen bestimmt. Zu den führenden Kirchen in diesem Kontext gehörten die Nazarener einschließlich einiger mit ihnen verbundenen Gruppen sowie die Methodisten und die Anglikaner. Mindestens bis 1945 war Eswatini der Teil der früheren High Commission Territories (BLS-Staaten), die Bildungsangebote über die Primary Standards anboten, damals bis Standard VIII/Lebensalter 16 Jahre. Die 1908 gegründete St. Mark’s School (anglikanisch) in Mbabane bot die komplette Sekundarstufe an. Die Goedgegun school (staatlich) ging nur bis zum Junior Certificate und bot Ausbildungen in einer landwirtschaftlichen Abteilung an. Das waren Bildungsangebote für Schüler aus der europäischstämmigen Bevölkerung.
Die verbreitete Schulausbildung für Angehörige der Swasi ging zum o. g. selben Zeitraum bis Standard IV, meist jedoch nur bis II oder III, in zwei Fällen aber bis zum Junior Certificate. Insgesamt gab es 1945 für diese Bevölkerung etwa 100 Schulen (staatlich oder mit staatlichen Mitteln finanziert). Ferner existierten drei Swazi national schools mit einer Grundschulausbildung. Den Abschluss auf der Ebene eines Junior Certificate gab es nur bei einer dieser drei vom Swazi National Fund finanzierten Einrichtungen. Letztere, die 1932 gegründete Matapa School, verfügte über berufliche Ausbildungsmöglichkeiten im Bereich industrieller und landwirtschaftlicher Tätigkeitsprofile. Sie diente auch als Ausbildungsstätte für die Söhne der Chiefs und wurde durch eine Regierungskommission direkt beaufsichtigt.

### Gesundheit
Die Gesundheitsausgaben des Landes betrugen im Jahr 2021 7,0 % des Bruttoinlandsprodukts. Trotz der Fortschritte, die das Land gemacht hat, ist die Gesundheitsversorgung noch immer rudimentär. Im Jahr 2018 praktizierten in Eswatini 2,4 Ärztinnen und Ärzte je 10.000 Einwohner. 88,3 % der Geburten werden von qualifiziertem medizinischen Personal betreut (Stand 2019). Die Säuglingssterblichkeit beträgt 40,8 pro 1000 Geburten, die Müttersterblichkeit liegt bei 389 pro 100.000 Geburten (Stand 2019). 66 % der verheirateten Frauen haben Zugang zu Verhütungsmitteln (Stand 2019). Die Lebenserwartung der Einwohner Eswatinis ab der Geburt lag 2022 bei 56,4 Jahren (Frauen: 60,6, Männer: 52,6). Die Lebenserwartung stieg von 47,3 Jahren im Jahr 2000 bis 2022 um 19 %.
Im Kampf gegen Unterernährung und Hunger konnten Fortschritte erzielt werden. 2014 waren noch 5,8 % der Kleinkinder unterernährt. Gleichzeitig sind 16,5 % der Erwachsenen stark übergewichtig.
Die Rate der HIV-Infizierten ist die höchste der Welt. Im Jahr 2004 waren 38,6 % der schwangeren Frauen mit dem Erreger der Immunschwächekrankheit infiziert, 2005 waren es bereits 42,6 %. Zwischen 2008 und 2013 konnte die Infektionsrate leicht gesenkt werden. 2019 lag der Anteil der HIV-Infizierten in der Altersgruppe von 15 bis 49 Jahren bei 27,3 %. Jedes Jahr sterben über 3000 Menschen an der Krankheit. AIDS ist einer der Hauptgründe für die geringe Lebenserwartung, zeitweise die niedrigste der Welt. Ihren tiefsten Punkt hatte sie 2005 mit 42,5 Jahren, 44,6 Jahre für Frauen und 40,7 Jahre für Männer. Seitdem nahm sie jedoch wieder kontinuierlich zu und betrug 2019 rund 59,4 Jahre, 64,0 Jahre für Frauen und 55,3 Jahre für Männer Dies ist wiederum neben der niedrigen Fertilitätsrate und der Abwanderung nach Südafrika einer der Gründe für das für afrikanische Verhältnisse sehr geringe Bevölkerungswachstum.

## Landesname
Mit Vereinbarungen von 1881 und 1884 zwischen den Regierungen des Vereinigten Königreichs und der Südafrikanischen Republik wurde die Unabhängigkeit von Swaziland garantiert. Eine provisorische Regierung bildete sich 1890 unter Beteiligung britischer, transvaalischer und swasiländischer Vertreter. Zwischen 1902 und 1907 regierte ein britischer Sonderkommissar das Land. Seit Gründung der Südafrikanischen Union im Jahre 1910 gab es einen High Commissioner for Basutoland, Bechuanaland Protectorate, Southern Rhodesia and Swaziland. Seither wurde das Land unter dem Oberbegriff High Commission Territories mit anderen britischen Kolonialgebieten verwaltet und der Name Swaziland verwendet. Von 1930 bis 1963 stand die britische Verwaltung des Gebietes in der Verantwortung des High Commissioner for Basutoland, the Bechuanaland Protectorate and Swaziland (BBS).
Nach dem Erlangen der Unabhängigkeit vom Vereinigten Königreich im Jahr 1968 führte das Land bis 2018 die amtliche englische Bezeichnung Kingdom of Swaziland („Königreich Swasiland“).
An seinem 50. Geburtstag am 19. April 2018 und anlässlich der Feierlichkeiten zum 50. Jahrestag der Unabhängigkeit von Großbritannien erklärte König Mswati III. in einer Rede, dass der englische Staatsname künftig Kingdom of Eswatini lauten und somit ein Relikt aus der Kolonialzeit beseitigt werden solle. Mswati III. und weitere Offizielle verwendeten diese Bezeichnung bereits vorher. Außerdem sollte so einer Namensverwechslung der Länder Swasiland und Schweiz (englisch Switzerland) vorgebeugt werden. König Mswati III. ordnete offiziell per Dekret – tituliert ‘Legal Notice No.80 of 2018’ – die Änderung des englischen Staatsnamens von „Swaziland“ in „Eswatini“ an. Die Vereinten Nationen, das deutsche Auswärtige Amt, das österreichische Außenministerium und das Eidgenössische Departement für auswärtige Angelegenheiten der Schweiz griffen die Namensänderung auf. Am 6. September 2018 feierte das Land seinen 50. Jahrestag der Unabhängigkeit vom Vereinigten Königreich. Von Oppositionsseite kam Kritik, der Name an sich sei zwar üblich, die Namensänderung hätte aber nicht einfach vom König beschlossen, sondern über Verfassungsänderung festgelegt werden müssen. Die Regierung erklärte hingegen, der König habe „nur den offiziellen Staatsnamen wieder eingeführt“.
In der Landessprache siSwati lautete der Landesname bereits zuvor eSwatini.

## Geschichte

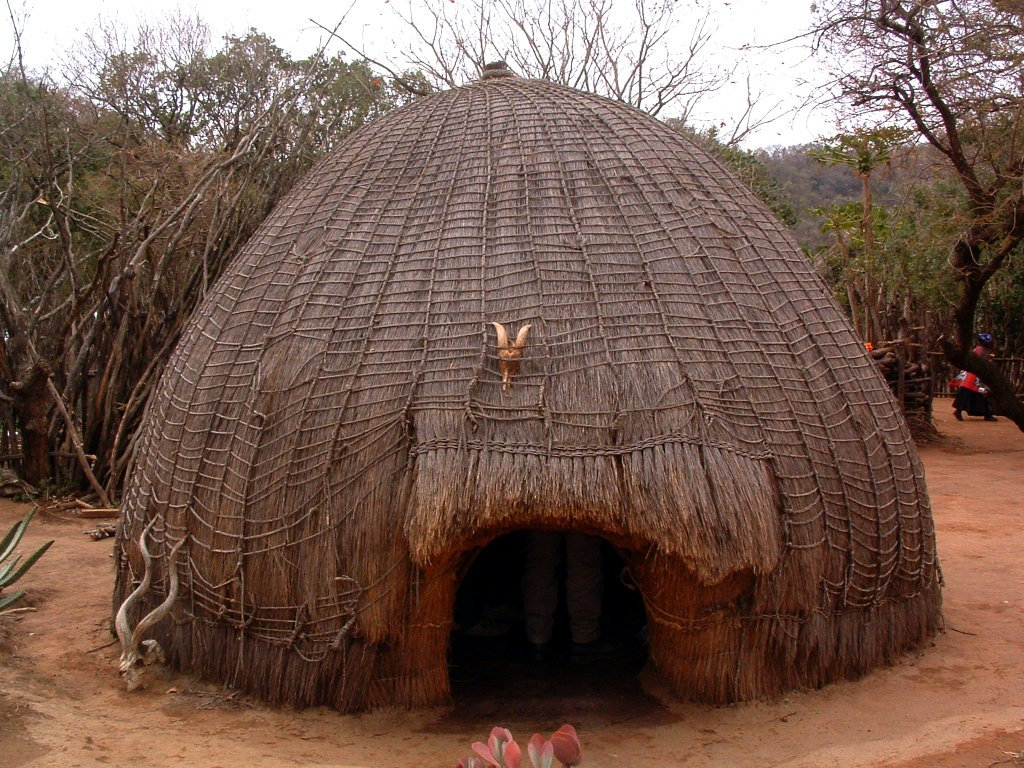
Traditionelle Strohhütte

Um 1750, im Zuge der Nguni-Wanderung, siedelten zahlreiche Swasi im Gebiet des heutigen Eswatini.
Die Autonomie der Swasi im südlichen Afrika wurde im frühen 19. Jahrhundert von den Briten garantiert. Gegen Ende des 19. Jahrhunderts kamen die Buren ins Land. 1894 erlangte die Südafrikanische Republik, eine der Burenrepubliken, weitgehend die Kontrolle über Eswatini. Nach dem Zweiten Burenkrieg (1899–1902) übernahm Großbritannien die Verwaltung und erklärte Eswatini 1907 zum Protektorat.
Bei Swasilands ersten Wahlen zur gesetzgebenden Versammlung 1964 gab es zwei Listen für die Registrierung, eine für Europäer und eine für den Rest der Bevölkerung. Aber nur wer direkte Steuern zahlte, konnte wählen, wobei die Ehefrauen von Männern, die Steuern zahlten, ebenfalls wahlberechtigt waren. Allerdings durfte, wenn es sich dabei um Vielehen handelte, nur eine der Ehefrauen wählen.
Am 6. September 1968 erlangte Swasiland die Unabhängigkeit vom Vereinigten Königreich, woran der Nationalfeiertag des Landes erinnert. Ursprünglich wollte der Vorsitzende der monarchistischen Regierungspartei „Imbokodvo National Movement“ den Staat nach der Unabhängigkeit Ngwana nennen. Alle Frauen erhielten das aktive und passive Wahlrecht zum House of Assembly, aber der Swazi National Council, der den König in allen Angelegenheiten beriet, die mit Swazigesetzen und ‑bräuchen zu tun haben, wurde auf männliche Swazis beschränkt. Einzige Ausnahme ist die Königinmutter.
Im Jahre 1973 schaffte König Sobhuza II. das Parlament vorläufig ab und setzte die Verfassung außer Kraft, so dass er absolute Macht erhielt. Im Jahre 1979 wurde ein neues Parlament gegründet; ein Teil der Abgeordneten wird seither vom König ernannt. Im Jahre 1982 starb Sobhuza II.
Im Jahre 1986 wurde Mswati III. König, damals Prinz Makhosetive. Er ist für seinen luxuriösen Lebensstil und seine zahlreichen Ehefrauen bekannt. So erwarb er mehrfach große Stückzahlen an Luxuslimousinen.
Im Jahre 1996 und den Folgejahren kam es immer wieder zu Widerstand gegen die absolute Monarchie, beispielsweise in Form von Streiks und Demonstrationen. Heute ist Eswatini die letzte absolute Monarchie Afrikas. Eswatini ist hoch verschuldet und steht wegen der Verschwendungssucht seines Herrschers vor dem Staatsbankrott. Renten und die Gehälter der öffentlichen Angestellten werden trotz Inflation nicht mehr erhöht.

## Politik

### Politisches System

#### Exekutive
Eswatini ist eine absolute Monarchie im Rahmen des Commonwealth, in der der König (Ngwenyana, deutsch „Löwe“) und das Haus Dlamini eine dominierende Rolle in der Politik einnehmen. Die Königinmutter ist als Ndlovukazi („Elefantin“) stellvertretendes Staatsoberhaupt. Die Ndlovukazi kann auch ernannt werden. Seit 1986 ist dies Ntombi, die Mutter Mswatis III. Der König ernennt den Premierminister, der einem Kabinett vorsteht. Der Königspalast steht in Lobamba zwischen den beiden größten Städten Eswatinis, Manzini und Mbabane. König und Ndlovukazi werden auf zahlreichen Münzen und Briefmarken abgebildet. Zahlreiche Ämter in Politik und Verwaltung werden vom König besetzt, und in den meisten Fällen werden dabei Angehörige oder Freunde der königlichen Familie (Haus Dlamini) ausgewählt.

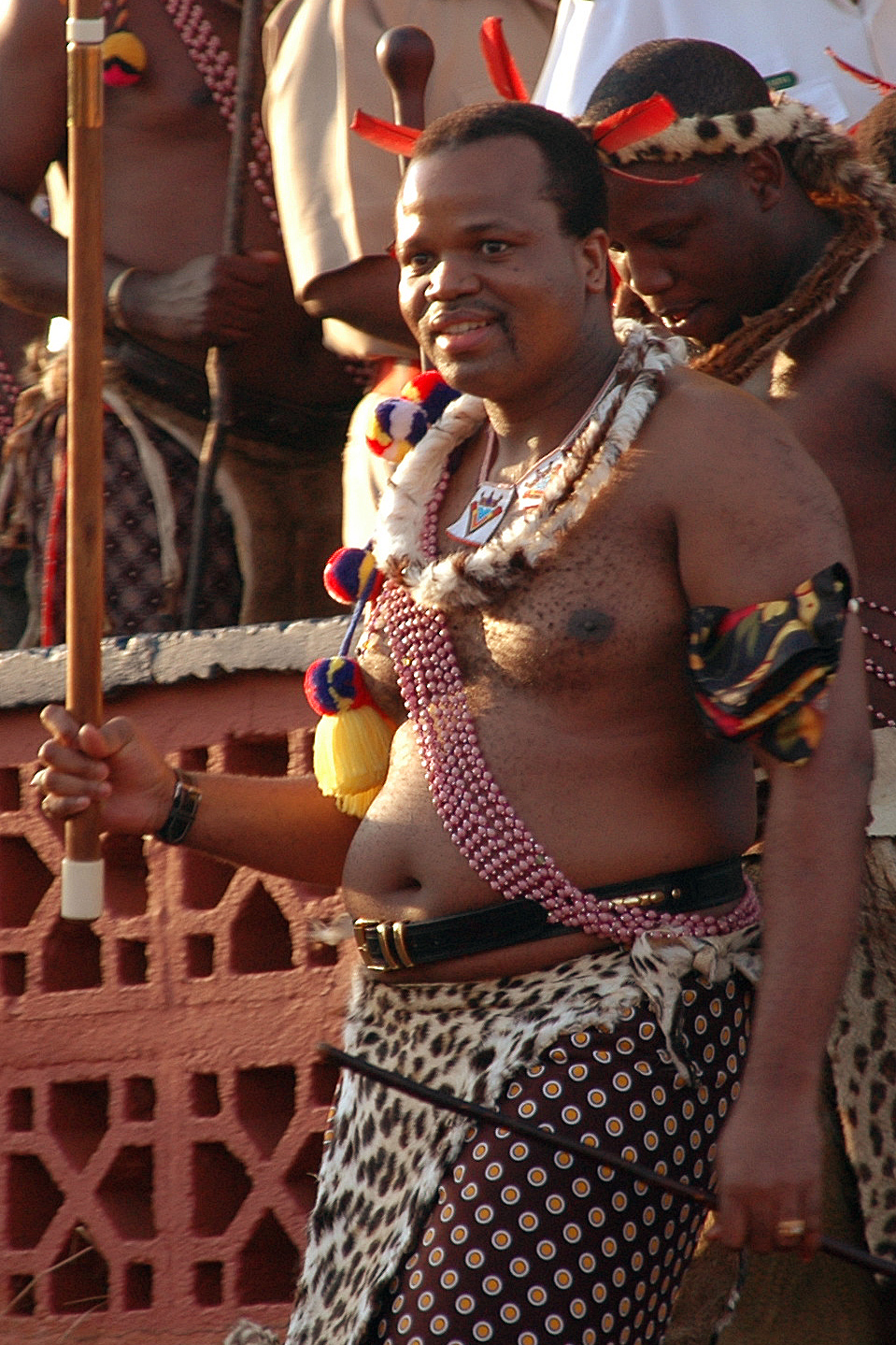
Mswati III. beim Umhlanga (Schilftanz) 2006
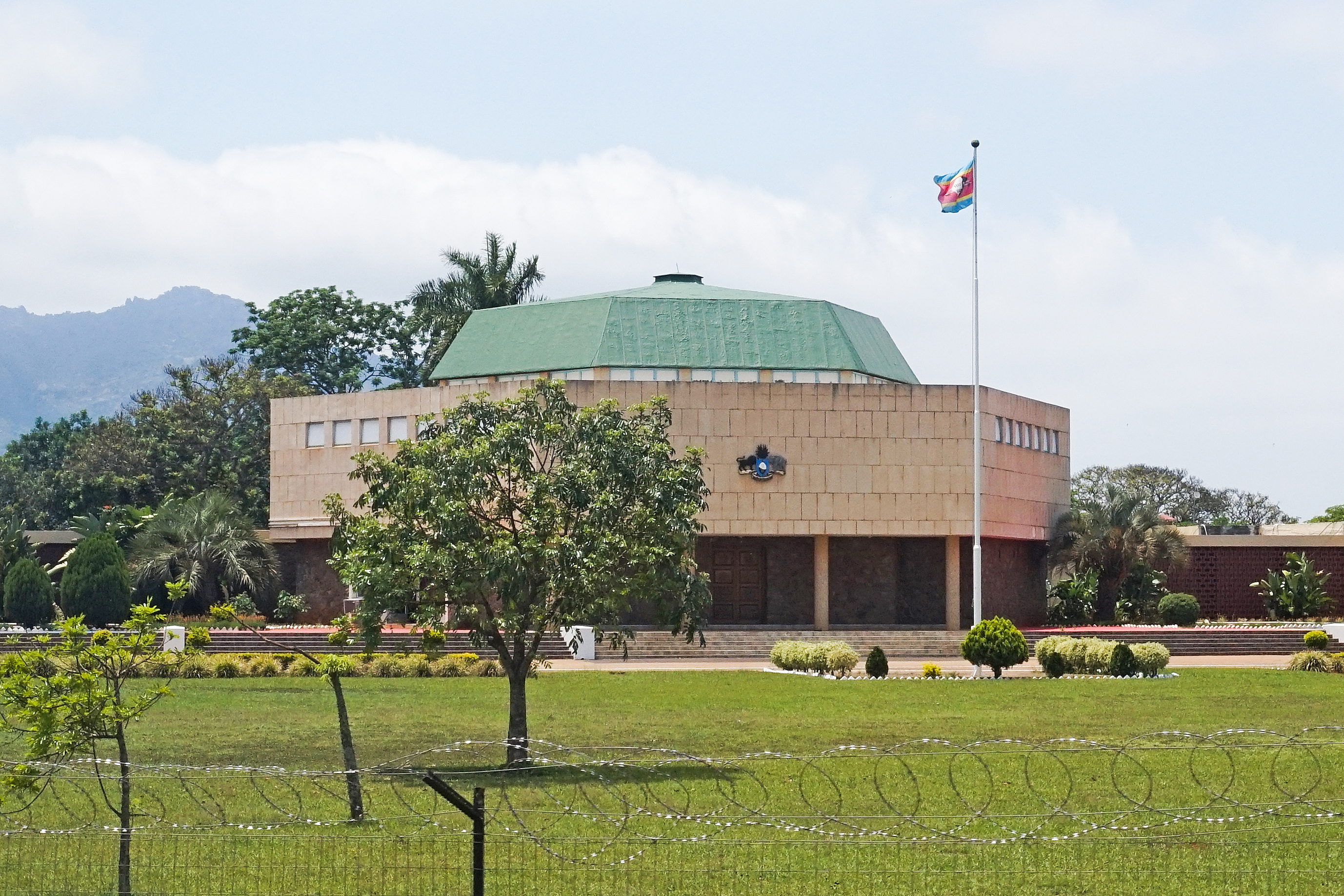
Parlamentsgebäude in Lobamba
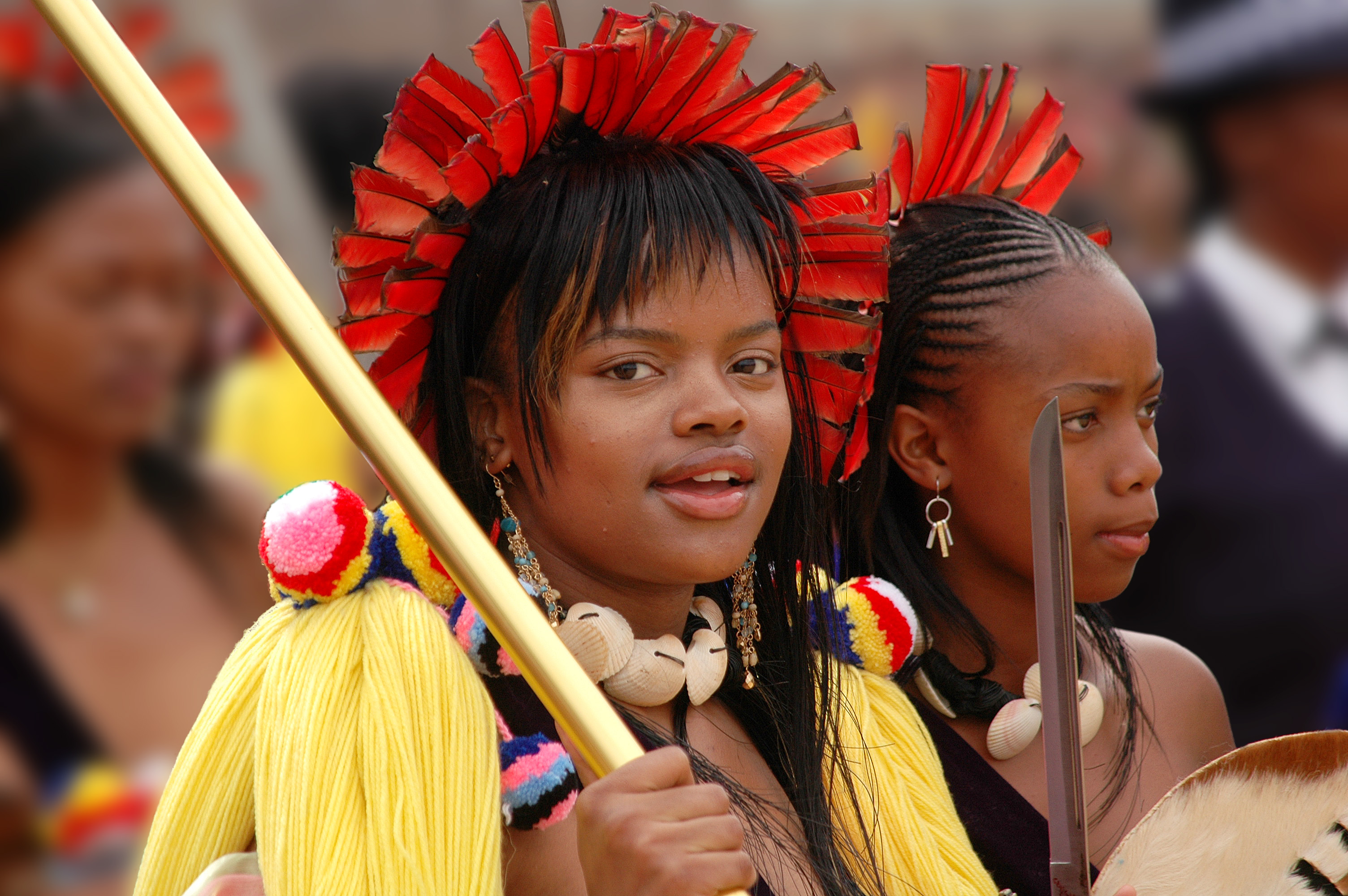
Prinzessin Sikhanyiso Dlamini mit Schwester (erkennbar an den roten Federn im Haar) beim Umhlanga 2006

#### Legislative
Das Parlament befindet sich ebenfalls in Lobamba und besteht aus zwei Kammern. Der Senat hat maximal 31 Mitglieder, von denen 20 vom König ernannt werden und zehn vom House of Assembly, der zweiten Parlamentskammer. Sie hat bis zu 76 Mitglieder, von denen seit 2013 55 Vertreter ihrer Wahlkreise, Tinkhundla, sind. In den Untereinheiten der Tinkhundla, den Chiefdoms, stellen sich in einer ersten Runde Kandidaten zur Wahl, ohne mit einer Partei assoziiert zu werden. Der Kandidat mit der höchsten Stimmenzahl geht in eine zweite Runde, wo der Kandidat mit der höchsten Stimmenzahl der Tinkhundla deren Wahlkreisabgeordneter wird. Zehn weitere Abgeordnete werden vom König ernannt. Im House of Assembly hat außerdem der Attorney General ein Mandat. Alle fünf Jahre werden Senat und House of Assembly neu gewählt bzw. ernannt. Nach den Wahlen vom August/September 2013 fand die nächste Wahl im August/September 2018 statt.
Ab 1973 waren politische Parteien verboten, seit 2005 ist ihr Status unklar. Es existieren mehrere oppositionelle Gruppen, zum Beispiel das People’s United Democratic Movement (PUDEMO, deutsch etwa „Vereinigte Demokratische Volksbewegung“), die ein Mehrparteiensystem anstrebt, der Ngwane National Liberatory Congress (NNLC, etwa „Nationaler Befreiungskongress von Ngwane“) und die Communist Party of Swaziland („Kommunistische Partei Swasilands“). Seit 2005 gilt eine neue Verfassung, die die absoluten Rechte des Königs bestätigt und weiterhin keine Parteien bei Wahlen zulässt.

#### Judikative
Der König ist das Oberhaupt von Exekutive, Legislative und Judikative und genießt vor den Gerichten Immunität. Oberstes Gericht ist der Supreme Court; daneben gibt es unter anderem den High Court und den Industrial Court. In den größeren Ortschaften gibt es weitere Gerichte. Das Rechtssystem entspricht wie in umliegenden Staaten (siehe zum Beispiel Recht Südafrikas) dem Roman Dutch Law, kombiniert mit einem traditionell geprägten Rechtssystem auf lokaler Ebene.

### Politische Indizes
| Name des Index                     | Indexwert    | Weltweiter Rang | Interpretationshilfe | Jahr |
| ---------------------------------- | ------------ | --------------- | --- | ---- |
| Fragile States Index               | 77,3 von 120 | 58 von 179      | Stabilität des Landes: erhöhte Warnung 0 = sehr nachhaltig / 120 = sehr alarmierend Rang: 1 = fragilstes Land / 179 = stabilstes Land | 2024 |
| Demokratieindex                    | 2,6 von 10   | 134 von 167     | Autoritäres Regime 0 = autoritäres Regime / 10 = vollständige Demokratie                                                              | 2024 |
| Freedom in the World Index         | 17 von 100   | —               | Freiheitsstatus: unfrei 0 = unfrei / 100 = frei                                                                                       | 2024 |
| Rangliste der Pressefreiheit       | 52,9 von 100 | 98 von 180      | Schwierige Lage für die Pressefreiheit 100 = gute Lage / 0 = sehr ernste Lage                                                         | 2025 |
| Korruptionswahrnehmungsindex (CPI) | 27 von 100   | 135 von 180     | 0 = sehr korrupt / 100 = sehr sauber                                                                                                  | 2024 |

### Innen- und Wirtschaftspolitik
Während die Mehrheit der Landbevölkerung die Monarchie stützt, gibt es bei der Lehrerschaft und den Gewerkschaften heftigen Widerstand gegen die Politik des Königs. So wird die mangelhafte Gesetzgebung im Arbeitsrecht kritisiert.

### Menschenrechte
Amnesty International sieht die Rechte auf freie Meinungsäußerung, Vereinigungs- und Versammlungsfreiheit in Eswatini auch 2009 als nach wie vor unterdrückt an. Sicherheitsgesetze werden laut dem Jahresbericht von 2010 dazu benutzt, die Rechte der Menschen zu verletzen. Die Polizei wandte exzessive Gewalt gegen friedliche Protestteilnehmer an. Auch gab es Berichte über Folter und den ungerechtfertigten Einsatz von Gewalt mit Todesfolge durch Polizeikräfte. Fast 70 % der Bevölkerung von Eswatini lebten 2009 in Armut, mehr als ein Viertel benötigte Nahrungshilfe. Frauen und Mädchen litten weiterhin überdurchschnittlich stark unter sexueller Gewalt, Armut und der grassierenden HIV-Pandemie. Laut UNICEF ist Eswatini das Land mit der höchsten Aidsrate weltweit. Das Kinderhilfswerk schätzt die Zahl der Aidswaisen auf rund 100.000. Die Rechte der Frau sind in vielen Bereichen stark beschnitten. Beispielsweise lehnen Banken weiterhin Kreditanträge von Frauen ab, wenn diese keinen männlichen Bürgen nennen können.
Gesellschaftliche Diskriminierung von sowohl ethnischen als auch sexuellen Minderheiten (LGBT) ist nach wie vor weit verbreitet. Homosexualität unter Männern wird explizit kriminalisiert und als Straftat mit bis zu zwei Jahren Gefängnis bestraft.

### Militär
Mit der Umbenennung Swasilands in Eswatini im Jahr 2018 wurden auch die Streitkräfte, die 1968 als Royal Swaziland Defence Force gegründet worden waren, umbenannt. Die 3000 Mitglieder starken Streitkräfte von Eswatini, die Umbutfo Eswatini Defence Force, gliedern sich in Heer und eine kleine Luftwaffe. Sie dienen unter anderem der inneren Sicherheit und dem Grenzschutz.

### Verwaltungsgliederung
Der Staat ist geteilt in vier Regionen (regions). Sie werden von einem Regional Administrator geführt, der vom König ernannt wird. Ihm zur Seite steht das Regional Council, das ebenfalls nicht vom Volk gewählt wird. Auf der Ebene unterhalb der Regionen gibt es die Tinkhundla und eine weitere Ebene darunter traditionelle Strukturen (umphakatsi) die von Häuptlingen (chiefs) angeführt werden.
| Region     | Fläche (km²) | Einwohner lt. VZ 2007 | Hauptstadt |
| ---------- | ------------ | --------------------- | ---------- |
| Hhohho     | 3.569        | 282.734               | Mbabane    |
| Lubombo    | 5.945        | 207.731               | Siteki     |
| Manzini    | 4.070        | 319.530               | Manzini    |
| Shiselweni | 3.779        | 208.454               | Nhlangano  |
| Gesamt     | 17.3630      | 1.018.4490.           | Mbabane    |

## Wirtschaft

### Allgemein

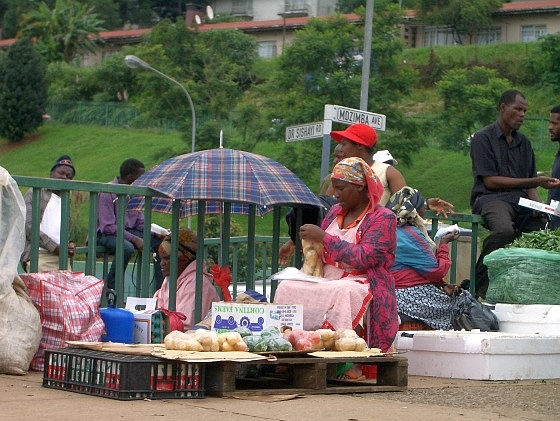
Straßenhändlerin in Mbabane

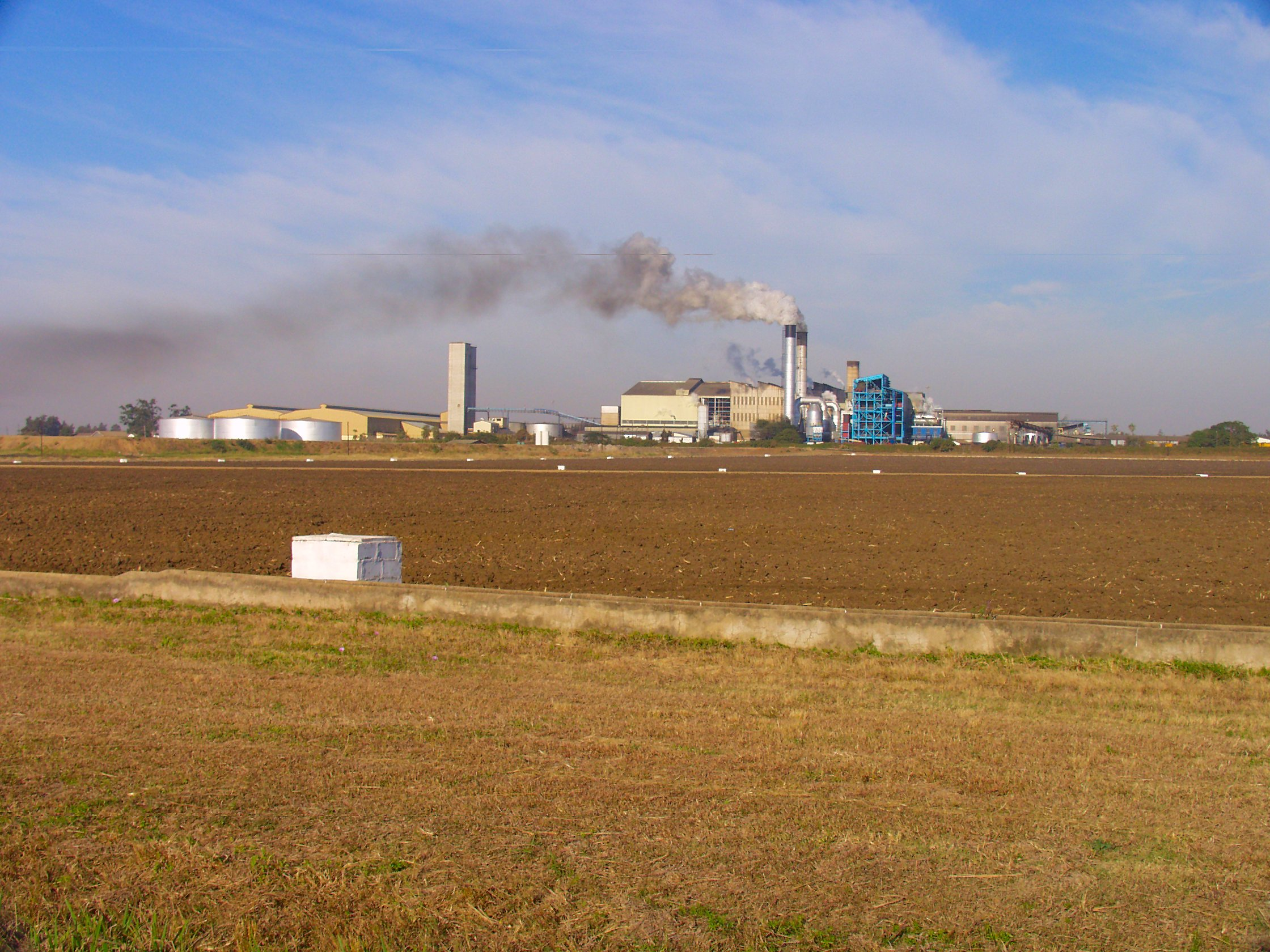
Zuckerfabrik in Mhlume. Zucker verlässt das Land auch in Form von Cola-Konzentrat

Eswatini gehört zu den ärmsten Staaten der Welt. Ein Großteil der Bevölkerung lebt von weniger als einem Euro pro Tag. Etwa 200.000 Menschen (rund ein Fünftel der Gesamtbevölkerung) waren 2005 auf Lebensmittelhilfe internationaler Organisationen angewiesen. Die Arbeitslosenquote beträgt 23 % (Stand: 2020), unter jungen Menschen (15- bis 24-jährige) sind es sogar 46 %, eine der höchsten Raten weltweit.
60 % der Bevölkerung betreiben Subsistenzwirtschaft, das heißt, sie produzieren nur für sich und ihre Familien und nicht für den Verkauf auf dem Markt oder den Export. Zu den wichtigsten landwirtschaftlichen Erzeugnissen gehören Zuckerrohr, Baumwolle, Mais, Tabak, Reis, Zitrusfrüchte, Hirse und Erdnüsse. Außerdem werden Rinder, Schafe und Ziegen gezüchtet. Die Bedeutung des Bergbaus ist zurückgegangen, da seit 1978 die hochwertigen Eisenerzvorkommen erschöpft sind. Wegen des weltweit starken Rückganges der Nachfrage nach dem gesundheitsschädlichen Asbest wurde die Havelock-Asbest-Mine und die Materialseilbahn Bulembu–Barberton, einst längste Materialseilbahn der Welt, die Asbest von Bulembu über die Grenze zum Bahnhof von Barberton in Südafrika beförderte – und Koks in der Gegenrichtung – daher 2001 stillgelegt. Es werden heute nur noch Diamanten, Steinkohle und Kaolin gefördert.
Die Wirtschaft ist sehr stark von Südafrika abhängig. 90 % der Importe stammen aus Südafrika, und etwa die Hälfte aller Exporte gehen nach Südafrika. Diese Abhängigkeit erstreckt sich auch auf die Energieerzeugung, die im Umfang von 80 % durch Stromimporte ergänzt werden muss. Das eigene Unternehmen ist die Eswatini Electricity Company. Eswatini ist Mitglied der Zollunion des Südlichen Afrika (SACU) (Eswatini, Lesotho, Namibia, Republik Südafrika und Botswana), deren Verrechnungseinheiten faktisch auch eine Währungsunion bedingen. Die durchschnittliche Inflationsrate 2017 betrug 6,3 %.
In Eswatini befindet sich die Afrika-Hauptniederlassung von Coca-Cola. Der Konzern war in den 1980er Jahren wegen Südafrikas Apartheid-Politik von dort ins Nachbarland umgezogen. Nach Schätzungen beträgt der Anteil am Bruttoinlandsprodukt rund 40 %. In der „Conco Swaziland“-Fabrik in Matsapha wird das Cola-Konzentrat für fast ganz Afrika hergestellt.
Der Zuckerrohranbau, die Haupteinnahmequelle des Landes, versklavt jedoch einen Teil der Bevölkerung: Zwangsräumungen von Landgemeinden, um Plantagen anzulegen, Kinderarbeit, Arbeitswochen von bis zu 60 Stunden usw. Der Internationale Gewerkschaftsbund spricht von „harten und ungesunden Arbeitsbedingungen, miserablen Löhnen und einer gewaltsamen Unterdrückung aller Versuche, sich gewerkschaftlich zu organisieren“.
Der öffentliche Dienst ist kaum entwickelt: Das Land verfügt nur über zwölf öffentliche Krankenwagen, in den Grundschulen gibt es in der Regel kein Mittagessen mehr und die Apotheken verschwinden.
Ein Wirtschaftskreis von 15.000 Geschäftsleuten beansprucht den Großteil des Reichtums des Landes für sich. Zu diesem Kreis gehören südafrikanische Investoren, die in Swasiland dreimal so billige Arbeitskräfte finden konnten, und eine Gruppe weißer Unternehmer, die die britischen Kolonialherren beerbt haben.
Seit 1990 gibt es im Land eine kleine Wertpapierbörse mit dem Namen Eswatini Stock Exchange (ESE).
| Jahr                                    | 2010  | 2015  | 2016  | 2017  | 2018  | 2019  | 2020   | 2021   | 2022   | 2023   |
| --------------------------------------- | ----- | ----- | ----- | ----- | ----- | ----- | ------ | ------ | ------ | ------ |
| BIP in Mrd. USD (Kaufkraftparität)      | 7,4   | 9,3   | 9,4   | 9,8   | 10,0  | 10,6  | 10,7   | 12,2   | 13,1   | 14,2   |
| BIP pro Kopf in USD (Kaufkraftparität)  | 7.094 | 8.586 | 8.699 | 8.973 | 9.081 | 9.528 | 9.510  | 10.680 | 11.374 | 12.232 |
| BIP-Wachstum (real)                     | 3,8 % | 2,2 % | 1,1 % | 2,0 % | 2,4 % | 2,7 % | −1,6 % | 10,7 % | 0,5 %  | 4,9 %  |
| Inflation (in Prozent)                  | 4,5 % | 5,0 % | 7,8 % | 6,2 % | 4,8 % | 2,6 % | 3,9 %  | 3,7 %  | 4,8 %  | 4,9 %  |
| Staatsverschuldung (in Prozent des BIP) | 14 %  | 15 %  | 20 %  | 22 %  | 27 %  | 31 %  | 39 %   | 37 %   | 41 %   | 39 %   |

### Staatshaushalt
Der Staatshaushalt umfasste 2017 geschätzte Ausgaben von umgerechnet 1,639 Milliarden US-Dollar; dem standen Einnahmen von umgerechnet 1,263 Milliarden US-Dollar gegenüber. Daraus ergibt sich ein Haushaltsdefizit in Höhe von 8,5 % des BIP.
Die Staatsverschuldung betrug 2009 561 Millionen US-Dollar oder 31,3 % des BIP.
Der Anteil der Staatsausgaben beträgt in % des BIP bei folgenden Bereichen:
- Gesundheit: 2000: 4,6 %; 2008: 8,9 %; 2017: 6,9 %[78]
- Bildung: 2010: 6,1 %; 2011: 6,9; 2014: 7,1 %[79]
- Militär: 2015: 1,8 %; 2016: 2 %; 2017: 1,9 %; 2018: 1,9 %, 2019: 1,8 %[73]

## Verkehrsinfrastruktur
Eswatini hat ein gut ausgebautes Straßennetz. Es umfasste 2019 etwa 3.770 km, wovon rund ein Drittel asphaltiert ist. Es herrscht Linksverkehr. Aufgrund der geographischen Lage, beispielsweise auf unbefestigten Straßen im Hochgebirge, ist ein Teil dieser Straßen nur langsam zu befahren. Während der Regenzeit ist mit Überschwemmungen zu rechnen. Außerdem befinden sich oft Fußgänger und Tiere auf der Fahrbahn.
Die staatliche Eisenbahn Eswatini Railways dient ausschließlich dem Güterverkehr (siehe auch: Schienenverkehr in Eswatini).
Der einzige internationale Flughafen des Landes ist seit 2014 der Internationale Flughafen König Mswati III. im Osten des Landes. Der ehemals internationale Flughafen Matsapha wird seit der Eröffnung des neuen Flughafens nur noch für medizinische Einsätze, Flugbewegungen der Königsfamilie und militärisch genutzt. Die nationale Fluggesellschaft Eswatini Airlink ist mehrheitlich eine Tochtergesellschaft der südafrikanischen Fluggesellschaft Airlink und trägt in ihrem Logo die Farben der südafrikanischen Flagge.

## Kultur
Mehrere historisch oder ökologisch wertvolle Objekte wie Gebäude und Naturschutzgebiete sind als Nationaldenkmale besonders geschützt.

### Bräuche
Traditionell wird die Polygamie praktiziert, insbesondere von hochrangigen Männern. Neben der modernen Medizin gibt es Sangoma (etwa: „Heiler“), die ihre Ausbildung in traditioneller Art erhalten und zum Teil erlernen, aus geworfenen Knochen vermeintliche Erkenntnisse zu gewinnen.

#### iNcwala
Eine bedeutende Zeremonie ist iNcwala (etwa: „Zeremonie der ersten Frucht“). Sie darf nur vom König angeleitet werden und findet im Wesentlichen in Lobamba statt. Sie beginnt an einem von einheimischen Astronomen festgelegten Tag im Dezember und dauert vier Wochen. Die Zeremonien haben den Zweck, den Segen der Ahnen zu erhalten, die Rolle des Königshauses zu stärken und die beginnende Erntezeit anzuzeigen. Das Fest beginnt bei Neumond mit dem Sammeln von Meeresschaum am Ufer des Indischen Ozeans in Mosambik. Der König erhält mit diesem Schaum zubereitete Nahrung und spuckt sie nach Osten und Westen aus. Damit beginnt die „Kleine iNcwala“. Wenn dann Vollmond folgt, beginnt die „Große iNcwala“. Männer sammeln nach einer langen Wanderung in der Nacht Zweige des Lusekwane-Busches und bringen sie zum Ort des Königs, der sich derweil zur Einkehr zurückgezogen hat. Der iNczuala-Tanz wird von Kriegern aufgeführt, bis sich der König wieder der Öffentlichkeit zeigt. Er isst den ersten geernteten Kürbis – erst dann dürfen die anderen Anwesenden Kürbis essen.

#### uMhlanga

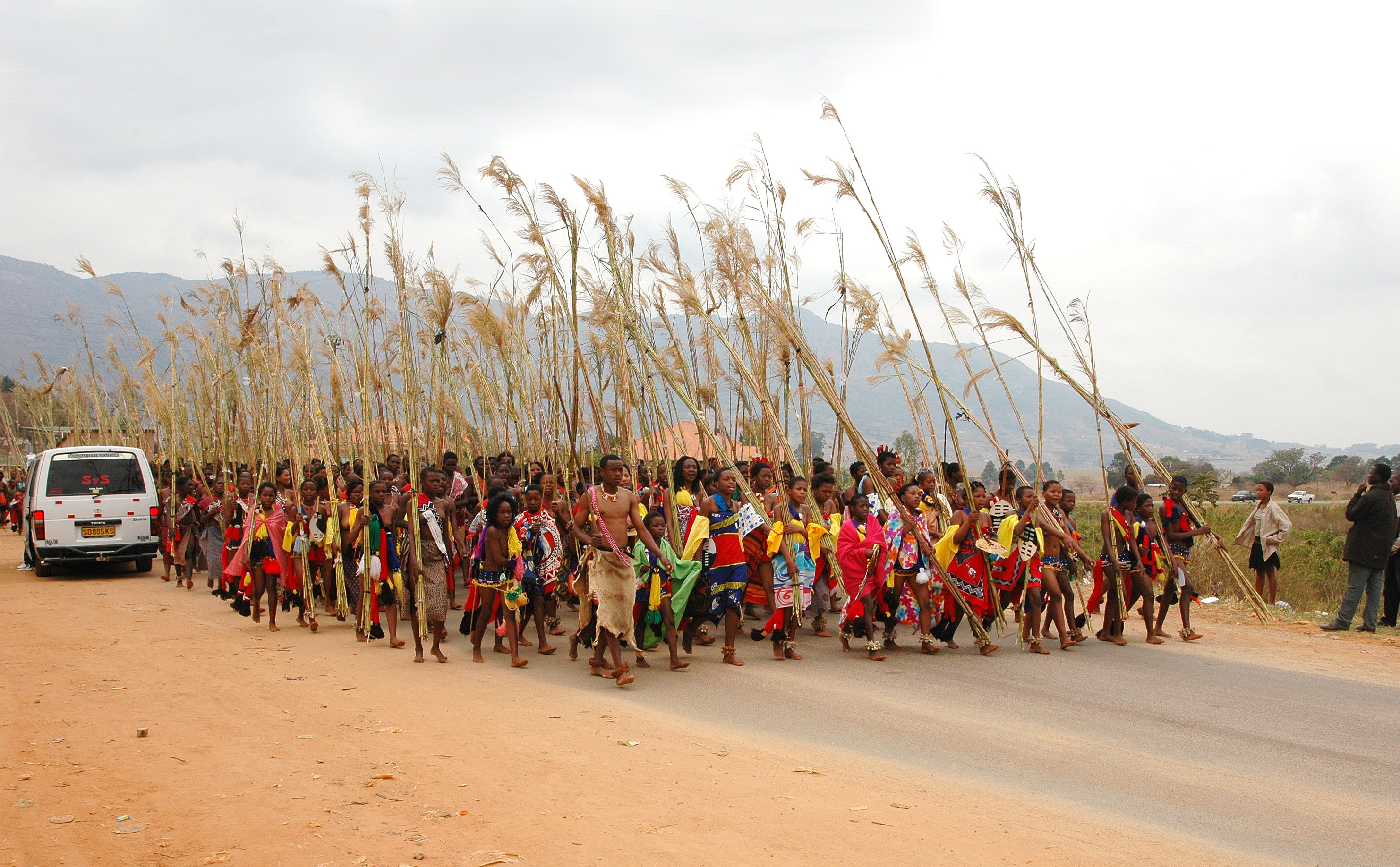
uMhlanga (2006); das geschnittene Schilf wird zur Ndlovukati getragen

Die bekannteste traditionelle Veranstaltung ist der acht Tage währende uMhlanga oder Reed Dance Festival (Schilftanzfest). Sie wird Ende August oder Anfang September vor allem zu Ehren der Ndlovukati (wörtl. „Elefantin“, Mutter des Königs) als auch zur Feier der Jungfräulichkeit begangen. Die Zeremonie beginnt damit, dass mehrere Zehntausend ledige kinderlose Mädchen und junge Frauen sich auf den Weg machen, um Schilf zu schneiden und es dann über bis zu 30 km zum Palast der Ndlovukati im königlichen Dorf Ludzidzini zu bringen. Dort wird damit der Windschutz um ihre königliche Residenz ausgebessert. Die eigentliche Feier beginnt am sechsten Tag mit dem Ablegen des Schilfs und den anschließenden Tänzen in traditionellen bunten Gewändern. Sie erreicht am nächsten Tag den Höhepunkt der uMhlanga-Zeremonie mit Gruppentänzen und Gesängen, angeführt von Töchtern des Königs und erkennbar an den roten Federn im Haarschmuck. An diesem Tag ist auch der König unter den Zuschauern, der sich dabei gelegentlich eine weitere Frau aussucht. Am letzten Tag werden auf Anordnung des Königs Rinder für die Mädchen geschlachtet. Sie erhalten Fleischstücke und gehen nach Hause.

### Sport
Special Olympics Eswatini wurde 1999 gegründet und nahm mehrmals an Special Olympics Weltspielen teil.

### Medien
Die Nichtregierungsorganisation Reporter ohne Grenzen sieht in Eswatini eine schwierige Lage für die Pressefreiheit. Es wird besonders darauf hingewiesen, dass Eswatinis absoluter Herrscher keinerlei Kritik an seiner Person duldet und zahlreiche Gesetze die Pressefreiheit einschränken. Staatliche Medien dominieren und veröffentlichen nur vorab genehmigte Nachrichten, während unabhängige Zeitungen kaum Zugang zu Regierungsinformationen haben.
Times of Swaziland und Eswatini Observer sind die Tageszeitungen, die in englischer Sprache als Printausgabe erscheinen. Das unabhängige Magazin The Nation erscheint monatlich, seit 2011 auch in einer Onlineausgabe. Der Chefredakteur wurde wegen kritischer Berichte zweimal inhaftiert. Der staatliche Eswatini Broadcasting and Information Service ist ein von der Eswatini Communications Commission (ESCCOM) als Regulierungsbehörde kontrollierter Mediendienstleister und strahlt Programme auf siSwati und auf Englisch aus. Über diese Organisation wird staatliche Kontrolle über die Medienlandschaft ausgeübt. Eine Rundfunkanstalt ist die christlich orientierte Voice of the Church (VOC). Die staatliche Eswatini Television Authority betreibt den staatlichen Sender Eswatini TV. Häufig werden Programme aus Südafrika empfangen.
Im Jahr 2022 nutzten 58,3 Prozent der Einwohner Eswatinis das Internet.